# Duca di Piney-Luxembourg
Il titolo di Duca di Piney-Luxembourg nella Parìa francese venne creato da Enrico III di Francia nel 1581 per François de Luxembourg.

## Storia
Nel XVI secolo i discendenti di un ramo cadetto della casata di Luxembourg rivendicarono il diritto di portare il titolo di duca di Luxembourg, che non era più concesso in maniera autonoma, ma era divenuto uno dei numerosi titoli del re di Spagna da quando aveva acquisito l'area dei Paesi Bassi spagnoli. Il re di Francia gli accordò il titolo ducale basato però sul cognome Luxembourg e sulla signoria di Piney. Ad ogni modo, per ragioni di prestigio e opportunità storica, i duchi preferirono spesso utilizzare il solo titolo di duca di Luxembourg piuttosto che di Piney-Luxembourg. Come molti altri titoli francesi creati nel XVI secolo, esso venne all'inizio concesso solo ai primogeniti maschi, ma successivamente la concessione venne estesa anche alle femmine in mancanza di altri eredi validi al titolo. Dopo l'estinzione della casa di Luxembourg, il titolo si trasmise alla casata d'Albert e poi ai Montmorency.
Nel 1661 il duca Henri Léon d'Albert-Luxembourg venne dichiarato insano di mente e venne costretto a rinunciare ai propri titoli alla famiglia a beneficio della sorellastra. Luigi XIV autorizzò il trasferimento del ducato a patto che esso, per una questione di precedenza, risultasse come fondato nel 1661 e perdesse dunque l'importante prerogativa della fondazione nel 1581. Francesco Enrico di Montmorency-Luxembourg, qualche tempo dopo, riaprirà un processo con gli altri pari per riottenere la precedenza del proprio titolo al 1581, processo continuato poi da suo figlio Carlo I Federico di Montmorency-Luxembourg e che si concluse nel 1711 con il riconoscimento, ad ogni modo, della ricreazione del titolo al 1661.

## Duchi di Luxembourg-Piney

### Famiglia de Luxembourg

Stemma dei Duchi di Piney-Luxembourg. Lo stemma venne ripreso anche dalla famiglia d'Albert

- 1581-1613: François de Luxembourg (v. 1546-1613), I duca di Piney. Sposò nel 1576 Diana di Lorena-Aumale (1558 † 1597), figlia di Claudio II d'Aumale e nel 1599 Margherita di Lorena-Mercœur (1564 - 1625), figlia di Nicolas de Mercœur
- 1613-1616: Henri de Luxembourg[1] (11 ottobre 1583 - 23 maggio 1616, Jargeau), II duca di Piney-Luxembourg, figlio del precedente e di Diana di Lorena-Aumale, sposò nel 1597 Madeleine de Montmorency (1582 - 1615), figlia di Guillaume de Montmorency-Thoré da cui ebbe due figlie: Marguerite Charlotte de Luxembourg (1607-1680), che sposò Léon d'Albert, e Marie-Liesse de Luxembourg (1611-1660), sposata con Henri de Lévis (1596-1651), III duca di Ventadour, viceré di Nuova Francia (1625-1631)

### Famiglia d'Albert
- 1620-1630: Marguerite Charlotte de Luxembourg (1607-1680), III duchessa di Piney-Luxembourg. Nel 1630 rinunciò al proprio titolo una prima volta per farne beneficiario il figlio, poi una seconda nel 1661 per sua figlia.
  - 1620-1630: Léon d'Albert, duca jure uxoris di Piney-Luxembourg (fratello di Charles d'Albert, duca di Luynes)
- 1630-1661: Henri Léon d'Albert-Luxembourg (1630-1697), IV duca di Piney-Luxembourg, figlio del precedente

Nel 1661 il duca, giudicato incapace di intendere e di volere e sotto tutela della famiglia, rinunciò ai propri titoli.

### Famiglia Clermont-Tonnerre, poi Montmorency-Luxembourg

Stemma dei Duchi di Montmorency-Luxembourg

- 1661-1701: Madeleine-Charlotte-Bonne-Thérèse de Clermont-Tonnerre (1635-1701), V duchessa di Piney-Luxembourg, figlia di Marguerite Charlotte de Luxembourg e del suo secondo marito, Charles de Clermont-Tonnerre (v.1607-1674), figlio a sua volta di Charles-Henri de Clermont-Tonnerre.
  - 1661-1695: François Henri de Montmorency (1628-1695), conte di Bouteville, sposò Madeleine de Clermont-Tonnerre, e divenne duca jure uxoris di Piney-Luxembourg, detto il «maréchal de Luxembourg».
- 1701-1726: Carlo I Federico di Montmorency-Luxembourg (1662-1726), VI duca di Piney-Luxembourg, figlio del precedente, I duca di Beaufort, poi Montmorency. Sposò nel 1686 Marie-Anne d'Albert (1671-1694), e nel 1696 Marie Gilonne Gillier, marchesa di Clérembault († 1709), figlia di René Gillier de Clérembault
- 1726-1764: Carlo II Federico di Montmorency-Luxembourg (1702-1764), VII duca di Piney-Luxembourg, II duca di Montmorency, figlio del precedente. Sposò nel 1724 Marie Sophie Colbert (1709-1747), marchesa di Seignelay e contessa di Tancarville (nipote di Jean-Baptiste Colbert de Seignelay), e nel 1750 sposò Madeleine Angélique de Neufville (1707-1787, figlia di Louis Nicolas de Neufville de Villeroy)
- 1764-1803: Anne Charles Sigismond de Montmorency-Luxembourg (1737-1803), IV duca di Châtillon, nonché X duca di Piney-Luxembourg, cugino del precedente.
- 1803-1861: Charles Emmanuel Sigismond de Montmorency-Luxembourg (1774-1861), XI duca di Piney-Luxembourg, V e ultimo duca di Châtillon, figlio del precedente
- 1861-1878: Anne-Édouard-Louis-Joseph de Montmorency (1802-1878), XII e ultimo duca di Piney-Luxembourg, III duca di Beaumont e X principe di Tingry, ultimo discendente maschio della casata dei Montmorency, cugino del precedente.